# Karthala
De Karthala is een actieve schildvulkaan en met 2361 m tevens het hoogste punt op de Comoren, gelegen op het eiland Grande Comore. Erupties in april 2005 en mei 2006 markeerden het einde van een rustige periode waarin de vulkaan tot nu toe verkeerde; bij de uitbarsting in 2005 werden zo'n 40.000 inwoners van Grande Comore geëvacueerd.